# 桓歆
桓 歆（かん きん、生没年不詳）は、東晋末期の人物。字は叔道。譙国竜亢県の人。東晋の大司馬桓温の子。東晋・桓楚に仕えたが、反桓楚の義軍に敗れた。

## 生涯
東晋に仕え、臨賀公に封じられていた。
元興2年（403年）12月、桓楚が建国されると、臨賀王に封じられた。
元興3年（404年）4月、氐族の指導者楊秋とともに歴陽を攻撃した。建威将軍魏詠之は、輔国将軍諸葛長民・輔国将軍劉敬宣・鎮軍督護劉鍾とともに迎撃、桓歆らは敗れ、楊秋は練固で討死した。
さらに諸葛長民・劉敬宣と芍陂で戦い、敗れた桓歆は単騎で淮河を渡って逃走した。これ以後の事跡は記されていない。

## 家系

### 父
- 桓温

### 兄弟
- 桓熙 - 字は伯道
- 桓済 - 字は仲道
- 桓禕 - 字は季道
- 桓偉 - 字は幼道
- 桓玄 - 字は敬道